# Дело об убийстве Терезы де Симон

Тереза де Симон

Изнасилование и убийство 22-летней девушки Терезы Элены де Симон произошло в Саутгемптоне (Великобритания) у паба Tom Tackle в 1979 году. Расследование преступления, арест подозреваемого Шона Ходжсона, его осуждение, длительное тюремное заключение, освобождение и реабилитация вызвали большой резонанс в британском обществе. Судебная ошибка стоила Ходжсону двадцати семи лет заточения — это наиболее продолжительный несправедливый приговор в истории британского правосудия. Ходжсон был арестован после трёх лет следствия по делу. По итогам допроса, занявшего 15 дней, было установлено, что Ходжсон является патологическим лгуном. В ходе допроса он признался в совершении множества других преступлений, включая те, которые он не мог совершить физически, и те, которые не имели места вовсе. В 1982 году суд присяжных вынес Ходжсону обвинительный приговор и приговорил его к пожизненному заключению.
В результате апелляции Ходжсона британская Комиссия по пересмотру уголовных дел инициировала проведение операции «Айсберг». В ходе операции уголовные дела о преступлениях сексуального характера и убийствах, закрытые до 1990 года, должны были быть дополнены результатами ДНК-анализа. Итогом деятельности исследователей стал пересмотр около 240 приговоров. По требованию Комиссии Королевская прокурорская служба занялась поиском и дополнительным расследованием тех дел об убийстве, которые были закрыты ещё до появления данной технологии. Ходжсон был реабилитирован и освобождён из тюрьмы в марте 2009 года.
В 1983 году в полицию обратился некий Дэвид Лейс, который признался в изнасиловании и убийстве Терезы де Симон (на момент убийства ему было 17 лет), однако полицейские не поверили в подлинность его показаний. Он покончил с собой в декабре 1988 года. В сентябре 2009 года на основе результатов тестов ДНК, изъятой из эксгумированного тела Лейса, полиция назвала его наиболее вероятным убийцей Терезы де Симон.
Сам же Шон Ходжсон умер 27 октября 2012 года от эмфиземы спустя 3 года после своего освобождения.

## Убийство
Вечером 4 декабря 1979 года 22-летняя Тереза де Симон завершала свой трудовой день — она подрабатывала барменшей на полставки в пабе Tom Tackle (ныне — The Encore), расположенном на Коммёршл-роуд в Саутгемптоне. Параллельно она работала клерком в офисе газовой компании Southern Gas Board. Ко дню убийства она числилась в штате паба менее месяца; работа занимала у неё 2 вечера в неделю. Работа в пабе, по мнению де Симон, должна была расширить её круг общения и помочь оплатить купленный три месяца назад «Форд Эскорт». Паб располагался в центре города, всего в пятидесяти ярдах (46 метрах) от полицейского участка и судов. Неподалёку находились городской вокзал и театр «Гомо́н» (ныне — театр «Мейфлауэр»). В 23 часа, по окончании смены в пабе она в компании своей подруги Дженни Севедж направилась в ночной клуб на Лондон-роуд. Несмотря на то, что клуб находился недалеко от паба, девушки решили проехаться на машине Севедж, в то время как «Форд» Терезы остался на крытой стоянке паба.
Де Симон провела вечер на дискотеке вместе с Севедж, где не употребляла никаких спиртных напитков. Они ушли из ночного клуба вместе, и Севедж подвезла де Симон обратно на парковку у паба в период между 00:30 и 01:00 5 декабря. В своих показаниях Севедж утверждала, что по приезде на стоянку они некоторое время разговаривали в машине, после чего де Симон ушла к своему «Форду», а Севедж развернулась и уехала. Она стала последним из свидетелей, видевших де Симон до убийства.
Когда мать де Симон Мэри Седотти обнаружила, что дочь не вернулась домой даже к утру, она сообщила о своём беспокойстве мужу Майклу, приходившемуся Терезе отчимом. Он доехал до парковки паба, где увидел по-прежнему припаркованный «Форд» и прекратил дальнейшие поиски. К 10 часам утра в помещение паба должен был прибыть грузовой транспорт. Владелец Tom Tackle Энтони Покок, встречавший поставку, обнаружил, что въезд перегораживает машина де Симон. Решив, что она намеренно оставила автомобиль на парковке, он попытался передвинуть «Форд», когда и заметил полураздетое тело сотрудницы на заднем сидении. Покок незамедлительно вызвал полицейских.

### Судебно-медицинская экспертиза
В 11:45 на предполагаемое место преступления прибыл патолог. В его отчёте сообщалось, что «умершая лежит на спине, нога согнута в бедре и колене, причём колено упирается в спинку сидения; левое бедро пролегает по краю сидения, нога висит над краем. Тело обнажено ниже талии, открыта левая грудь. Обрывок колгот спущен до левой лодыжки. Остатки белья и другой обрывок колгот найдены в пассажирском углублении.» Было установлено, что смерть наступила между 1 и 2 часами ночи 5 декабря. Детектив, подполковник полиции Джон Портер заявил тогда, что с «вероятностью в 99 % убийство, нападение, разговор или встреча с убийцей состоялись в считанные секунды после отбытия Дженни Севедж. Возможно, он находился в ожидании и увидел, что Дженни уезжает. Вероятно, что он действительно сидел в машине Терезы, так как мы установили, что ближняя [пассажирская] дверь не была закрыта».
Во рту жертвы присутствовала «белая, пенистая слизь», на основании чего патолог определил, что смерть наступила в результате «длительного, медленного удушения». На шее де Симон при осмотре были констатированы множественные гематомы и ссадины, имеющие горизонтальное направление. Характер повреждений указывал на то, что в качестве удавки могла быть использована золотая цепочка с распятием, которую, как сообщалось, де Симон надела в тот вечер. Таблоиды окрестили ещё не найденного преступника «Распятным убийцей» (англ. Crucifix Killer). Цепочка не была обнаружена ни на теле де Симон, ни когда-либо позже.
Во влагалище жертвы находилась сперма. Её концентрация свидетельствовала о том, что она могла находиться там не более трёх или четырёх часов до момента смерти. Так как хронология всех предшествовавших событий была известна, следственные органы предположили, что сперма могла принадлежать лишь самому убийце. Гематомы и разрывы, присутствовавшие на гениталиях, показывали, что соитие происходило не по обоюдному согласию. Патолог взял у жертвы несколько вагинальных, ректальных и оральных образцов, на основе которых было выяснено, что насильник обладает второй или четвёртой группой крови. Другие образцы были взяты с одежды де Симон и с поверхностей машины.
В разных местах неподалёку от сцены убийства были найдены кожаная сумка и личные вещи де Симон, в том числе её дневник. Ключи от «Форда», наручные часы Rotary, два ожерелья, три кольца и браслет, принадлежавшие убитой, не были найдены.

### Подозреваемые
Следствие возглавил подполковник Джон Портер из городского уголовного розыска. На протяжении двенадцати месяцев расследования полиция «допросила 30000 человек, приняла 2500 заявлений и установила слежку за 500 людьми, находившимися в окрестностях убийства в ту ночь. В определённый момент список подозреваемых включал 300 человек». Несмотря на то, что преступник забрал некоторые вещи де Симон, полиция отвергла версию ограбления. По мнению правоохранительных органов, это было лишь отвлекающим манёвром, а девушка стала жертвой «ужасного изнасилования жестоким и беспощадным убийцей». Полиция получила два анонимных письма, штемпелёванных от 12 и 27 декабря в Саутгемптоне — в них содержалась информация о местоположении преступника. Личность автора так и не была установлена, и в свете последовавшего ареста Ходжсона полицейские решили, что письма являются мистификацией. Через девять месяцев после убийства, когда Ходжсон находился под стражей в связи с другим обвинением, в полицию поступили два также анонимных телефонных звонка, содержание которых составляло признание в убийстве де Симон. Издание Southern Daily Echo опубликовало следующее заявление Портера: «Звонки поступили от человека, который сообщил о совершении убийства. Он оставил впечатление серьёзно напряжённого человека и просил помощи и совета. Характер разговора был таков, что, по нашему мнению, существует вероятность подлинности этих звонков».

## Арест Шона Ходжсона
Шон Ходжсон, также известный под именем Роберт Грэм Ходжсон, родился в городе Тау-Ло в графстве Дарем. Его персона впервые привлекла внимание полицейских 6 декабря 1979 года, когда он был арестован в Саутгемптоне по несвязанному обвинению в краже из транспортного средства. Ходжсон тогда находился в городе всего два дня. 7 декабря он подал заявление, где обвинял в убийстве другого человека. Наводка оказалась ложной, поскольку указанный человек обладал первой группой крови. 9 декабря Ходжсону предъявили обвинение в краже, и он снова оказался под стражей. Несколько раз детективы допрашивали его по делу де Симон. Его нахождение в момент убийства оставалось неподтверждённым. Кроме того, у него была вторая группа крови.

Фотография Ходжсона, сделанная приблизительно во время ареста

Ходжсон вырос в большой семье, в одиннадцать лет попав в колонию для несовершеннолетних. Тем не менее, один из его одноклассников описывал Ходжсона как нормального подростка, арест которого шокировал близких. До ареста Ходжсон имел «многократные судимости за правонарушения, связанные с нечестностью и обманом, а также правонарушения, касавшиеся автомобилей. Одна из судимостей была связана с противоправным соитием, другая — с обладанием оружием. Тем не менее, судимостей за насильственные преступления не было. Вне всяких сомнений, уже тогда он был неспокойной личностью, в прошлом серьёзно навредившей себе». Впоследствии стало известно, что в 1978 году он, пройдя несколько случаев передозировки, посещал клинику. Специалисты говорили о наличии у него «серьёзного расстройства личности» и называли его «компульсивным лгуном». 16 мая 1980 года он признал себя виновным в краже в Саутгемптоне и был отпущен под условный залог. 4 июня он был арестован в Лондоне, где был обвинён в совершении других правонарушений. 14 июля того же года он был приговорён к трём годам тюремного заключения. В ходе процесса он признался в совершении «большого числа относительно незначительных правонарушений», хотя он, очевидно, не мог совершить их все — некоторые из упомянутых преступлений были совершены во время его пребывания под стражей.
11 декабря 1980 года Ходжсон подал запрос о встрече со священником, отцом Фрэнком Мораном. Он признался Морану в том, что видит кошмары, а лицо убитой им женщины «продолжало навещать его». Ходжсон говорил о неком другом убийстве, которое произошло в Саутгемптоне в прошлом году, и оно «особенно беспокоило его, поскольку состоялось примерно в годовщину смерти де Симон». На следующий день он повторил признание тюремному офицеру и через некоторое время написал заметку, где, в частности, говорил: «…теперь я сожалею, что мёртв не я, а тот человек, которого я убил у паба Tom Tackle… Я совершил убийство, зачем — не знаю. Итак, всё, что я могу сказать: пусть свершится правосудие.»
В течение следующих двух недель Ходжсон сделал ещё ряд признаний. Он был перевезён в Саутгемптон; там Ходжсон показал следователям, где именно он избавился от некоторых вещей де Симон. В те годы аудиозапись полицейских допросов осуществлялась не в каждом случае, и к 2009 году значительная часть оригинальных полицейских материалов по делу оставалась ненайденной. Тем не менее, известно, что в показаниях Ходжсона были детали, которые могли быть известны только ответственному за преступление человеку или следователям по делу де Симон. Хотя убийство и вызвало интерес журналистов, полицейские оставили в тайне многие существенные подробности дела. На судебном процессе эти подробности были названы «секретными деталями». Неизвестно и то, сообщали ли следователи некоторые из этих подробностей самому Ходжсону.
25 декабря Ходжсон написал очередное признание, утверждая, что он убил человека в лондонском районе Ковент-Гарден. 27 декабря он заявил об убийстве гомосексуала в квартире на севере британской столицы. Следственные действие показали, что признания были ложными — ни одно из этих преступлений не совершалось.

### Судебный процесс
Процесс по делу де Симон проходил в Винчестерском суде в 1982 году. Заседания продолжались 15 дней, в ходе которых Ходжсон предпочёл не давать показаний и не подвергаться перекрёстному допросу.
Интересы Ходжсона представлял королевский адвокат Робин Грей. Обратившись к присяжным, он пояснил, что компульсивная ложь подзащитного привела к признанию им двухсот преступлений, среди которых были никогда и никем не совершённые убийства. По версии государственного обвинения, Ходжсон «под действием алкоголя ворвался в машину убитой с намерением угнать её, однако затем заснул на заднем сидении. Когда убитая вернулась к машине, она положила сумку на заднее сидение и задела [его]. Он схватил её за заднюю часть джемпера, скрутил его и задушил её, а когда она была мертва или умирала, он изнасиловал её, сорвав бельё и колготы с такой силой, что одна половина колгот оторвалась от другой. Затем он покинул место преступления, забрав несколько вещей убитой.» Обвинение во многом опиралось на собственные признания Ходжсона. 5 февраля, в 11 часов утра присяжные удалились для обсуждения приговора. Обвинительный вердикт был вынесен к четверти третьего часа того же дня.
Судья Джастис Шелдон сказал Ходжсону: «Это приговор, с которым я полностью согласен. У меня нет никаких сомнений, что вы были виновны в этом ужасающем, страшном преступлении — убийстве этой девушки».

#### Апелляции
Ходжсон подал апелляцию, однако в силу его признаний, возможной осведомлённости о «секретных деталях» и отказа взять слово на суде заявка была отклонена: «В 1998 году адвокаты, в то время представлявшие апеллянта, подали запрос в Судебно-медицинскую научную службу, желая выяснить, доступны ли вещественные доказательства, связанные с убийством. Предположительно этот запрос был сделан для того, чтобы понять, возможно ли дальнейшее исследование. Запрос провалился. Ответ Судебно-медицинской научной службы, как нам известно ныне, состоял в том, что ни одно из вещественных доказательств не сохранилось.» Здоровье Ходжсона, находившегося тогда в тюремном госпитале, заметно ухудшилось, и адвокат, лишённый дальнейших инструкций, прекратил работу над запросом.
Ходжсон продолжал говорить о своей невиновности. В Великобритании лица, приговорённые к пожизненному заключению за убийство, имеют право обратиться в Совет по условно-досрочному освобождению лишь по истечении некоторого фиксированного срока, длительность которого составляет в среднем 14 лет. Тем не менее, систематические заявления приговорённых о собственной невиновности считаются «надёжным индикатором сохраняющегося риска [рецидива]», поэтому таким заключённым отказывают в условно-досрочном освобождении.
В марте 2008 года Ходжсон откликнулся на объявление в издании Inside Time, предназначенном для заключённых: заметку разместили адвокаты мейфэрской конторы Julian Young and Co., специализировавшиеся на проведении апелляций. Взявшись за дело, юристы столкнулись с рядом трудностей. В частности, Раг Чанд четыре месяца разыскивал тампоны с образцами, которые по утверждениям Судебно-медицинской научной службы были уничтожены по меньшей мере десять лет назад.
Так как полиция заявляла об утере документов по делу, а главного следователя уже не было в живых, Чанд во многом полагался на газетные вырезки того периода. Чанд, защищавший Ходжсона по принципу pro bono, говорил о своей деятельности следующее: «Этот поиск стал самым сложным делом, с которым я сталкивался в личной и профессиональной жизни. Это было подобно поиску иголки в стоге сена. Я потратил месяцы в погоне за ложными намёками и беспощадной бюрократией, но я не был готов смириться с этим, ведь инстинкт говорил мне, что образцы где-нибудь найдутся. Я выстоял потому, что шестое чувство подсказывало, что что-то не так.» Спустя некоторое время поиски Чанда увенчались успехом: архив со свидетельствами был найден в одном из промышленных зданий региона Мидлендс — «судя по всему, о них забыли». В архиве, среди прочего, находились все образцы, взятые патологом в декабре 1979 года. В декабре 2008-го Королевская прокурорская служба уведомила юристов Ходжсона о первых итогах ДНК-анализа. 30 января следующего года было окончательно установлено, что сперма на тампонах 1979 года не принадлежала Ходжсону.

##### Оправдание и освобождение

Шон Ходжсон (с поднятой рукой) и его брат Питер рядом со зданием суда (снимок сделан в течение часа после оглашения оправдательного приговора)

Рассмотрением дела занялась Комиссия по пересмотру уголовных дел. 26 февраля 2009 года Особый криминальный отдел Королевской прокурорской службы проинформировал членов Комиссии о том, что орган не будет препятствовать апелляции. Дело было направлено в Апелляционный суд, отменивший приговор благодаря результатом ДНК-анализа. Решение от 18 марта 2009 года вынес Лорд главный судья Айгор Джадж. В его заключении сообщалось: «Данное решение оставляет [без ответа] некоторые важные, оставленные открытыми вопросы. Возможно, самый главный из них состоит в том, что мы не знаем, кто изнасиловал и убил покойную девушку. Мы можем во имя апеллянта и семьи убитой девушки надеяться на то, что её убийца может быть установлен и привлечён к ответственности. Но всё, что мы можем сделать сейчас — это аннулировать приговор. Он, следовательно, отменяется. С апеллянта будут сняты обвинения. Другого процесса не будет.»
Ходжсон, несправедливо находившийся в заточении 27 лет, покинул Королевский судный двор вместе со своим братом Питером. Робин Грей, адвокат Ходжсона на процессе 1982 года, встретил освобождённого и пожал ему руку. Грей сказал: «Как человек я рад, что у нас больше нет высшей меры наказания. Как адвокат защиты я не вытащил его, и из-за этого я испытываю горечь.»
Ходжсон отбыл наиболее длительный срок среди ошибочно осуждённых подданных Великобритании. Он мог рассчитывать на компенсацию в размере одного миллиона фунтов или даже большую сумму денег. По инициативе двух британских парламентариев, желавших преодолеть бюрократическую волокиту в данном вопросе, в фонд компенсации поступил промежуточный платёж в размере 250 тысяч фунтов. Фонд обладал законодательной защитой от действия всякого рода мошенников. Проведя длительное время в тюрьме, Ходжсон стал страдать шизофренией и депрессивным расстройством. Пока он находился в заключении, его личность была украдена, что осложнило его доступ к страховым и жилищным правам.

##### Арест в декабре 2010 года
В декабре 2010 года Ходжсон вновь оказался в изоляторе, ожидая суда по делу о насильственных действиях сексуального характера в отношении 22-летней женщины с замедленным развитием. Преступление было совершено в даремском городе Бишоп-Окленд в августе 2010 года. 3 марта 2011 года в Даремском королевском суде Ходжсон признал свою ответственность за некоторый сексуальный контакт, однако отверг обвинения в изнасиловании. Дэвид Крук, представлявший сторону обвинения, сказал об отсутствии каких-либо доказательств насилия, в результате чего данный пункт был снят с рассмотрения. Адвокат Ходжсона Джулиан Янг сказал: «Ошибочное заключение моего клиента на 27 лет разрушительно сказывалось на его жизни с тех пор, как он был освобождён от обвинений в убийстве, которого не совершал, [и он] испытывал ряд личностных проблем, в том числе некоторую степень злоупотребления алкоголем.» Ходжсон находился под стражей ещё некоторое время, поскольку судья Джастис Принс пожелал ознакомиться с отчётами о потенциальной опасности подозреваемого. 13 мая 2011 года Ходжсон был приговорён к трём годам обязательных работ. Так как Ходжсон находился в изоляторе уже 156 дней, судья предложил ему освобождение от наказания в обмен на психиатрическое лечение. В ответ на это королевский адвокат Мартин Хеслоп, защищавший Ходжсона, заявил о том, что клиент возмущён работой уголовной системы, отклонив предложение.
27 октября 2012 года Шон Ходжсон скончался от эмфиземы.

## Операция «Айсберг»
Приговор по делу де Симон был пересмотрен в связи с появлением новых следственных методов, связанных с исследованием ДНК подозреваемого. Данные следственные действия, коснувшиеся и других давних уголовных дел, стали известны как операция «Айсберг» (англ. Operation Iceberg). 25 марта 2009 года Главный детектив-инспектор Фил Мактэвиш, возглавлявший следствие, заявил, что ДНК убийцы не был обнаружен в национальной базе данных. Мактэвиш сказал: «Местонахождение ряда ключевых свидетелей уже установлено, они допрошены и сотрудничают со следствием. На данный момент все лица, прошедшие проверку, исключены [из числа подозреваемых] на основании ДНК-профиля. Мы проверим столько людей, сколько сочтём необходимым.» 11 августа того же года Мактэвиш заявил, что личность главного подозреваемого установлена. «В то время как работа по сбору максимального объёма ДНК-доказательств продолжается, подающая запросы команда уверена, что находится на верном пути и, надеемся, может быть близка к разрешению этого убийства тридцатилетней давности».
Подозреваемый, впоследствии идентифицированный как Дэвид Лейс, был обнаружен во время поиска по базе ДНК. Профиль убийцы частично совпадал с профилем родственника подозреваемого. Ещё один образец был взят у другого родственника, который не числился в базе — подобный метод известен под названием «семейный поиск» (англ. familial searching). Изначально полиция отказывалась открыть личность нового подозреваемого; правоохранительный органы сообщили лишь то, что в 1988 году этот человек покончил с собой, а в 1983 году подозреваемый, находясь в изоляторе в связи с другим обвинениям, признался в убийстве де Симон — признание было сделано спустя полтора года после самообличения Ходжсона. 12 августа 2009 года тело подозреваемого, захороненного в Портсмуте, было эксгумировано с целью сравнения профиля ДНК — тестирование указало на точное соответствие. Мактэвиш сказал: «Данное свидетельство подтверждает участие [Лейса] в изнасиловании и убийстве Терезы де Симон, и мы больше никого не ищем в связи с этим делом.» Согласно представителю гемпширской полиции, прорыв в расследовании стал возможен исключительно благодаря развитию судебно-медицинской науки. Также сообщалось, что тестирование займёт шесть недель, после чего материалы могли быть переданы Королевской прокурорской службе. Посетители кладбища в Портсмуте утверждали, что за могилой эксгумированного никто не следил; там не было даже надгробия.
Полиция сообщила, что после Ходжсона в совершении данного преступления признались семь человек, включая нового подозреваемого. По мнению адвоката Ходжсона Джулиана Янга эти признания были крайне важны для следствия — они могли способствовать более раннему освобождению его подзащитного. По собственному утверждению, Янг был шокирован бездействием полиции в этом вопросе. «Если эти признания действительно не привлекли внимания полиции или не были переданы юридической команде мистера Ходжсона или мне как представителю апелляции, это удивительно и весьма печально. Это может актуализировать серьёзные вопросы о методах работы полиции и об их неспособности или нежелании раскрывать свидетельства. Я не знал, что семь человек сделали признание. Это было бы крайне уместным свидетельством.»

### Дэвид Лейс
Дэвид Эндрю Лейс, урождённый Дэвид Эндрю Уильямс, родился 2 сентября 1962 года в Портсмуте и провёл долгие годы в медицинских и исправительных учреждениях. Его характеризовали как одиночку с агрессивным нравом. Попав в приёмную семью ещё ребёнком, он принял фамилию новых родителей.
В ноябре 1977 года пятнадцатилетний Лейс был впервые осуждён — ему вменялась вина за кражу со взломом. В 1977—1984 годах он был осуждён ещё шесть раз. В августе 1978 года суд поместил Лейса под принудительный уход: юноша должен был находиться под присмотром вплоть до восемнадцати лет. В январе 1980 года он был признан виновным в двух преступлениях, в том числе в краже собственности из снимаемого им жилья — кража состоялась в ночь перед убийством де Симон. Совершив несколько краж в Портсмуте, Лейс был приговорён к полутора годам заключения. Выйдя на свободу спустя всего девять месяцев, он вновь совершил грабёж, за что был осуждён на пять лет и девять месяцев. Лейс отбывал наказание в дартмурской тюрьме.
В июле 1987 года он был освобождён из тюрьмы. Лейс поселился неподалёку, в девонском городке Бриксем, а в 1988 году он вернулся в Портсмут, чтобы увидеться с семьёй. Он намекал, что подавлен прошлым, а в декабре 1988 года Лейс раздал свои вещи и ушёл с работы. Последний раз друзья видели его 7 или 8 декабря; 9 числа арендодатель нашёл его мёртвым. По итогам вскрытия были обнаружены порезы на запястьях покойного. Также выяснилось, что Лейс употребил обезболивающее и натянул на голову пластиковый пакет. Смерть наступила от удушения, и коронер установил факт самоубийства. 20 декабря 1988 года Лейс был похоронен на кладбище Кингстон в родном городе. Обнаружив, что ДНК убийцы схожа с генетическим материалом одного из родственников Лейса, полицейские запросили образец у Эндрины Фостер, биологической сестры Дэвида. Образец также демонстрировал частичное соответствие с ДНК преступника. В 2009 году состоялась уже упомянутая эксгумация тела Лейса.
Королевский прокурор от Гемпшира и Острова Уайт заявил, что собранных доказательств было бы достаточно для выдвижения обвинений против Лейса. При этом он отметил, что не провозглашает Лейса виновным — подобное решение, по его словам, могут вынести только присяжные.

#### Признание Лейса
Лейс сознался в убийстве де Симон 17 сентября 1983 года, изложив хронологию событий следующим образом: 4 декабря 1979 года он покинул пансионат в Портсмуте, выкрав оттуда рюкзак и наличность, и пешком отправился в Саутгемптон. Когда Севедж высадила де Симон, он находился около паба. Как только жертва села в свою машину, он подошёл к автомобилю, постучал в стекло и справился о времени. Затем он силой пролез в салон, сел на водительское сидение рядом с де Симон и закрыл двери. Лишив де Симон возможности сбежать, он совершил над ней акт сексуального насилия и задушил девушку пассажирским ремнём безопасности. Он забрал её сумку и украшения, после чего прятался в течение примерно десяти минут. Наконец, он направился к вокзалу, где сел на поезд до Портсмута.
Лейс ошибся в описании некоторых обстоятельств, в частности, машины и одежды де Симон, в связи с чем полицейские не уделили его заявлению должного внимания. Документ был помещён в папку вместе с другими признаниями, и юридическая команда Ходжсона так и не узнала о её существовании.

#### Поиск драгоценностей
В своём заявлении Лейс упомянул и о том, как он избавился от драгоценностей де Симон, бросив их на железнодорожную насыпь под Копнорским мостом в Портсмуте. В сентябре 2009 года группа из шести офицеров-трасологов Британской транспортной полиции два дня исследовала указанное место, пытаясь найти вещи де Симон. Несмотря на то, что в районе поисков проводились земельные работы, и нахождение драгоценностей представлялось маловероятным, детективы одобрили проведение поисков, стремясь сделать всё возможное для возврата имущества родителям Терезы. Ювелирные изделия так и не были найдены, и Мактэвиш подвёл итоги поиска: «Известно, что за годы после убийства Терезы местность вокруг железнодорожного пути многократно повреждалась и восстанавливалась, но всё же вероятность того, что вещи остались нетронутыми, сохранялась. Хотя мы и не смогли вернуть вещи, использовавшиеся Терезой или подозреваемым, было важно сделать всё для изучения этого последнего аспекта дела.»

## Оценка Независимой комиссии по жалобам на полицию
16 сентября 2009 года дело поступило в Независимую комиссию по жалобам на полицию. Орган должен был установить, возможно ли подтвердить факт полицейского проступка или халатности в ходе первого расследования, в связи с признанием Лейса в 1983 году и запросом адвокатов Ходжсона от 1998 года, который касался экспертизы вещественных доказательств. Глава саутгемптонского уголовного розыска Ширли Дайннелл объявила, что вопрос добровольно передан на рассмотрение комиссии по инициативе гемпширской полиции.
28 октября уполномоченный комиссии по юго-востоку страны Майк Франклин сообщил, что рассмотрение вопроса завершено. Многих следователей по делу де Симон уже не было в живых, и, кроме того, новое расследование «не было бы полезным для определения зон ответственности или возможностей для усовершенствования, так как время ушло». Тем не менее, комиссия утвердила определённые процедурные изменения, согласно которым все вещественные доказательства теперь сохраняются до окончания срока заключения осуждённого.

## Реакция на освобождение Ходжсона
По данным Джулиана Янга, власти никак не поддерживали процесс адаптации Ходжсона к жизни на воле. Вместе с тем, отбывшие длительный срок заключённые интегрируются в общество очень медленно. «Человек, отпускаемый на свободу после отмены приговора, получает не такой уровень поддержки; Шона фактически отпустили с единственным платежом в £46. И всё». Получение каких-либо дополнительных компенсаций сопряжено со сложными процедурами. Правительство оплачивает проживание и питание заключённых из их компенсационного фонда. В итоге многие жертвы судебных ошибок могут выживать лишь за счёт социальных выплат.
Несправедливо осуждённый Джерри Конлон, проведший в тюрьме 15 лет, также говорил о недостаточности материальной поддержки освобождаемых. Испытав тяготы тюремной повседневности, человек «становится потерянным» на свободе. Такие люди часто думают о самоубийстве или пытаются его совершить, страдают от панических атак, кошмаров, употребляют психоактивные вещества. «Большая часть людей, освобождённых после судебной ошибки, в итоге становятся затворниками, их браки распадаются, они не общаются с детьми, становятся наркоманами и алкоголиками, умирают преждевременно.
После выхода Ходжсона на свободу в британском обществе разгорелась дискуссия о смертной казни, а именно — о её ошибочном применении. Представитель организации Amnesty International Нил Деркин в интервью The Daily Telegraph сказал: «у нас был весьма печальный случай Шона Ходжсона, человека из Гемпшира, который оказался за решёткой и провёл там 27 лет не в последнюю очередь из-за того, что прокурорская служба умолчала о наличии оправдательного ДНК-свидетельства, которое могло бы освободить его десятилетием ранее. Он был совершенно не виновен, ни в коем случае не должен был оказаться в заключении, а по выходе пополнил ряды тех, кого в конечном счёте спасли от их тюремного удела». Деркни охарактеризовал дело Ходжсона как «предостережение от веры в то, что судебная система никогда не ошибается».

## Комментарии
1. ↑  Полномочия комиссии распространяются на Англию, Северную Ирландию и Уэльс.
2. ↑  англ. "the deceased lying on her back, with her leg bent at the thigh and knee, with the knee resting against the back of the seat, and the left thigh running along the edge of the seat with the leg hanging over the edge. The body was naked from the waist down and her left breast was exposed. Part of a pair of tights was pulled down to the left ankle. The remainder of her underwear and the other part of her tights was found in the passenger well."
3. ↑  англ. "It is 99% certain that the girl was murdered, attacked, chatted to or met by her killer in a matter of seconds after Jenni Savage left her. He could have been waiting, and seen Jenni leave. It is possible that he was actually sitting in Teresa's car, as we found the nearside [passenger] door unlocked."
4. ↑  англ. "white frothy mucous"
5. ↑  англ. "long, slow strangulation"
6. ↑  англ. "interviewed 30,000 people, took 2,500 statements and traced 500 people who were in the area on the night of the murder. At one point the list of possible suspects totalled 300 men."
7. ↑  англ. "The calls came from a man who said that he had committed the murder. He gave the impression that he was under severe strain and was asking for help and advice. From the nature of his conversation we think there is a possibility that the calls could be genuine."
8. ↑  англ. "[Hodgson] had numerous previous convictions for offences of dishonesty and deception, as well as many related to offences involving motor vehicles. There was one conviction for unlawful sexual intercourse and another for being in possession of an offensive weapon. There were however no convictions for offences of violence. There is no doubt that even at that stage he was a disturbed personality, with a history of significant self-harming."
9. ↑  англ. "a severe personality disorder"
10. ↑  англ. "compulsive liar"
11. ↑  англ. "a large number of relatively minor offences"
12. ↑  англ. "kept coming back to him"
13. ↑  англ. "that he was particularly troubled because this was around the anniversary of her death”
14. ↑  англ. "…I wish now that it was me that was dead and not the person I killed at the Tom Tackle pub. ... I did the murder, why I don't know. So all I can say is let justice be done"
15. ↑  англ. "secret details"
16. ↑  англ. I would like to tell the members of the jury why I can't go in the witness box is because I am a pathological liar. Secondly, I did not kill Teresa De Simone. Thirdly, every time I have been nicked by the police, which is on many occasions, I have made false confessions to crimes I have not committed, and this is the reason why I am not going into the box.
17. ↑  англ. "under the influence of drink, broke into the deceased’s car, intending to steal it, but then fell asleep on the back seat. When the deceased returned to her car she put her handbag onto the back seat and brushed against [him]. He seized her by the back of her jumper, twisted it and strangled her, and when she was dead or dying he raped her, removing her underwear and tights with such force that one leg of the tights was torn from the other. Thereafter he made away from the scene after taking various items from the deceased."
18. ↑  англ. "It is a verdict with which I entirely agree. I have no doubt whatsoever that you were guilty of this appalling, horrible crime of killing that girl."
19. ↑  англ. "[I]n 1998 an inquiry was made by solicitors then acting on behalf of the appellant to the Forensic Science Service to discover whether the relevant exhibits associated with the murder were available. Presumably that request would have been made in order to see whether further testing might then be possible. The inquiry failed. The response from the Forensic Science Service, as we are told today, was that none of the exhibits had been retained."
20. ↑  англ. "[is] a good indicator of continuing risk"
21. ↑  англ. "The search was the most difficult thing I have encountered in my personal and professional life. It was like finding a needle in a haystack. I spent months chasing false leads and implacable bureaucracy but I was not prepared to accept this, as instinct told me that the samples would be somewhere. I persevered because I had a gut feeling that something was wrong."
22. ↑  англ. "which they appeared to have forgotten about"
23. ↑  англ. "The decision leaves some important, unanswered questions. Perhaps the most important is that we do not know who raped and killed the dead girl. We can but hope for the sake of the appellant and the family of the murdered girl that her killer may yet be identified and brought to justice. But for now all we can do is to quash the conviction. It is accordingly quashed. The appellant will be discharged. There will be no new trial."
24. ↑  англ. "As a human being I feel glad that we no longer have capital punishment. As a defence barrister I didn't get him off, and I have bitter feelings of guilt about that."
25. ↑  англ. "The wrongful imprisonment for 27 years of my client has had a devastating effect on his life since he was cleared of the murder he did not commit [and he] has been gripped by a number of personal difficulties, including a degree of alcohol abuse."
26. ↑  англ. "A number of key witnesses have already been located, interviewed and are assisting the investigation. All persons screened to date have been eliminated against the DNA profile. We will screen as many people as we consider necessary."
27. ↑  англ. "While work is ongoing to maximise DNA evidence, the inquiry team is confident they are on the right track and hopefully could be close to solving this 30 year old murder…"
28. ↑  англ. "The evidence overwhelmingly bears out [Lace’s] involvement in the rape and murder of Teresa De Simone and we are not seeking anyone else in relation to this matter."
29. ↑  англ. "If it is true these confessions were not followed up by police or passed on to Mr Hodgson's legal team then, or to me as part of the appeal, it is surprising and very disappointing. This may raise serious questions about the way in which the police operated and their failure or unwillingness to disclose evidence. I did not know seven people made admissions. It would have been highly relevant evidence."
30. ↑  англ. "It is recognised that in the years since Teresa’s murder there has been a lot of disturbance and redevelopment around the railway track, but there was still a possibility that items may have lain undisturbed. Although we have not been able to recover any items linked to either Teresa or the suspect it was important we did everything to explore this final aspect of the case."
31. ↑  англ. "would serve no purpose in identifying areas of discipline or learning opportunities due to the passage of time"
32. ↑  англ. "A person released after a conviction is quashed is not entitled to the same level of support; Sean was, in fact, released with a one-off discharge payment of £46. That was it."
33. ↑  англ. "you are lost"
34. ↑  англ. "Most people released after miscarriages of justice end up as recluses, their marriages fail, they aren't talking to their children, they become drug addicts and alcoholics, they die premature deaths."
35. ↑  англ. "…we had the deeply sad case of Sean Hodgson, the man from Hampshire who ended up being behind bars for 27 years, not least because the prosecution service suppressed exculpatory DNA evidence that could have set him free a decade earlier. He was totally innocent, should never have been imprisoned in the first place and on release joins the ranks of those – eventually – rescued from their judicial fate…"
36. ↑  англ. "a warning not to trust a justice system never to be wrong"

### Выдержки из апелляции Ходжсона
Апелляционный суд Англии и Уэльса. Королева против Роберта Грэма Ходжсона. 
1. 1 2 3 4 5 6 7  Параграф 7
2. 1 2 3 4 5  Параграф 9
3. 1 2 3 4 5 6 7  Параграф 10
4. 1 2  Параграф 11
5. 1 2 3  Параграф 15
6. 1 2  Параграф 13
7. 1 2 3  Параграф 14
8. ↑  Параграф 12
9. 1 2  Параграф 18
10. ↑  Параграф 19
11. ↑  Параграф 20
12. ↑  Параграф 24
13. 1 2  Параграф 17
14. ↑  Параграф 36
15. 1 2  Параграф 37
16. ↑  Параграф 28
17. 1 2  Параграф 38
18. ↑  Параграф 2
19. ↑  Параграф 8
20. ↑  Параграфы 39 и 40
21. ↑  Параграф 43
22. ↑  Параграф 45